# Broadside ballad
Une broadside ballad, ou broadsheet ballad (traduisible par « ballade populaire » ou « placard ») est une feuille volante de papier bon marché imprimée sur un seul côté, souvent avec une ballade, une rime, une actualité et parfois avec des illustrations gravées sur bois. Elles étaient l'une des formes les plus courantes d'imprimés entre le XVIe et le XIXe siècle, en particulier en Grande-Bretagne, en Irlande et en Amérique du Nord, car ils sont faciles à produire et sont souvent associés à l'une des plus importantes formes de musique traditionnelle de ces pays, la ballade.

## Développement desbroadsides

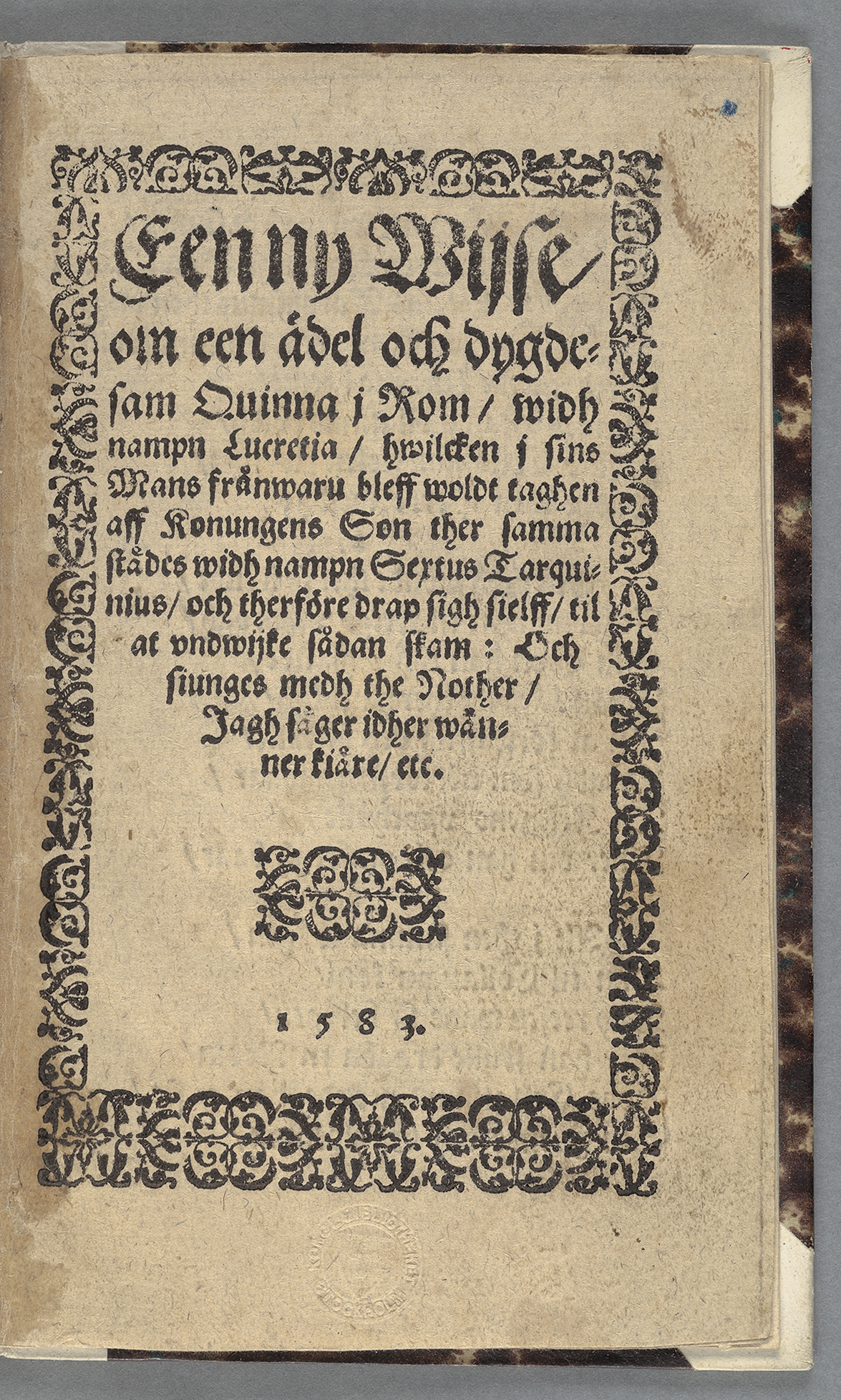
La plus ancienne ballade suédoise préservée, imprimée en 1583.

Les ballades se sont développées à partir de l'activité des ménestrels du XIVe et le XVe siècle. Il s'agissait de poèmes narratifs combinés à des romances courtoises françaises et à des légendes germaniques qui étaient populaires à la cour du roi, ainsi que dans les salles des seigneurs du royaume. Au XVIIe siècle, l'activité des ménestrels évolue vers des ballades dont les auteurs écrivent sur différents sujets. Les auteurs peuvent ensuite faire imprimer et distribuer leurs ballades. Les imprimeurs utilisent une seule feuille de papier, appelée broadside, d'où le nom de broadside ballad. Il est courant que les ballades soient accompagnées de gravures sur bois crues en haut d'un broadside. Les historiens Fumerton et Gerrini montrent à quel point les broadsides étaient populaires dans l'Angleterre du début de l'ère moderne : les ballades imprimées se comptaient par millions. Les ballades ne sont pas restées à Londres, mais se sont répandues dans la campagne anglaise. Les roturiers étaient fréquemment exposés aux ballades, que ce soit en chanson ou en imprimé, car elles étaient omniprésentes à Londres.
L'invention de la presse typographique a contribué à la popularité des broadsides. Cette nouvelle technologie a permis aux imprimeurs de produire ces ballades à bon marché et en grande quantité. L'historien Adrian Johns explique le processus d'impression et explique comment et où les gens de l'époque achetaient les ballades. Les ballades étaient vendues au détail dans les rues de Londres ou sur les places des villages pour un penny, ce qui signifie que presque tout le monde pouvait se permettre cette forme de divertissement bon marché. Au XVIIe siècle, des personnes appelées « stationneurs » (Stationers) imprimaient et publiaient au même endroit. Les stationneurs avaient un grand contrôle sur ce qui était imprimé. Selon que l'imprimeur était protestant ou catholique, il publiait des placards en faveur de ses croyances. Cela fonctionnait de la même manière pour les croyances politiques.

## Nature desbroadsides
Avec les premières presses primitives, l'impression sur une seule feuille de papier était la forme d'impression la plus facile et la plus économique disponible et, pendant une grande partie de leur histoire, elles pouvaient être vendues pour un penny seulement. Elles pouvaient également être coupées en deux dans le sens de la longueur pour faire des broadslips, ou pliées pour faire des chapbooks et, lorsque ceux-ci contenaient plusieurs chansons, ces collections étaient connues sous le nom de garlands (guirlandes).

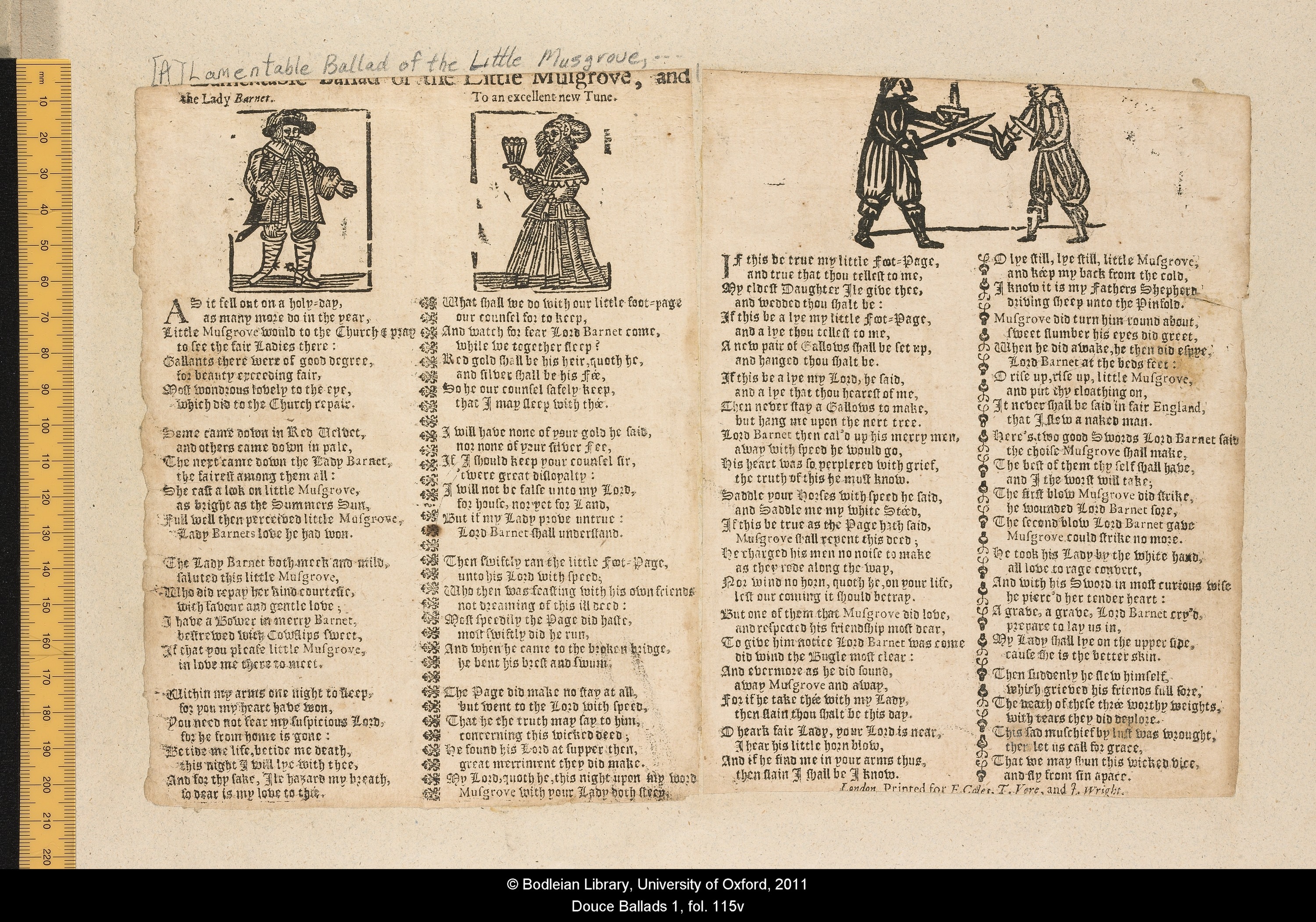
[A lamentable] ballad of the little Musgrove, and the lady Barnet (avant 1675), avec des caractères gothiques.

Les plus anciens broadsides qui subsistent datent du début du XVIe siècle, mais il en reste relativement peu d'avant 1550. À partir de 1556, la Stationers' Company de Londres a tenté de forcer l'enregistrement de toutes les ballades et quelque 2 000 d'entre elles ont été enregistrées entre cette date et 1600, mais comme elles étaient faciles à imprimer et à distribuer, il est probable qu'elles étaient beaucoup plus nombreuses. Les spécialistes font souvent la distinction entre les anciens broadsides en caractères noirs, qui utilisaient des caractères gothiques lourds et plus grands, les plus courants jusqu'au milieu du XVIIe siècle, et les caractères blancs, romains ou italiques, plus légers et plus faciles à lire, qui sont devenus courants par la suite. Le quartier londonien de Seven Dials était un centre de production de broadsides.
Les affiches étaient produites en très grand nombre, plus de 400 000 étant vendues en Angleterre chaque année dans les années 1660, probablement au moment où leur popularité était à son apogée. Beaucoup étaient vendues par des aumôniers itinérants dans les rues des villes et dans les foires ou par des baladins, qui chantaient les chansons imprimées sur leurs affiches pour tenter d'attirer les clients. En Grande-Bretagne, les broadsides ont commencé à perdre de leur popularité au XVIIe siècle, car les livres de poche, puis les livres reliés et les journaux ont commencé à les remplacer, jusqu'à ce qu'ils semblent avoir disparu au XIXe siècle. Ils ont duré plus longtemps en Irlande et, bien qu'ils n'aient jamais été produits en aussi grand nombre en Amérique du Nord, ils ont joué un rôle important au XVIIIe siècle et ont constitué un important moyen de propagande, des deux côtés, lors de la guerre d'indépendance américaine.
La plupart des connaissances sur les broadsides en Angleterre proviennent du fait que plusieurs personnages importants ont choisi de les rassembler, notamment Samuel Pepys (1633-1703), Robert Harley, 1er comte d'Oxford et Mortimer (1661-1724), dans ce qui est devenu les Roxburghe Ballads (en), un ouvrage contenant 1 341 broadside ballads du XVIIe siècle. Au XVIIIe siècle, plusieurs collections ont été imprimées, notamment Wit and Mirth : or, Pills to Purge Melancholy (1719-20) de Thomas d'Urfey, Reliques of Ancient English Poetry (1765) de l'évêque Thomas Percy et The Bishopric Garland (1784) de Joseph Ritson (en). En Écosse, des travaux similaires ont été entrepris par des personnalités telles que Robert Burns et Walter Scott dans Minstrelsy of the Scottish Border (en) (1802-03). L'une des plus grandes collections a été réalisée par Frederick Madden qui a rassemblé quelque 30 000 chansons qui se trouvent aujourd'hui dans la Madden Collection de la bibliothèque de l'université de Cambridge. Les chanteurs contemporains de broadside balladss sont Tom Paxton, Pete Seeger, Leonard Cohen, Graeme Allwright et Phil Ochs.

## Caractéristiques desbroadside ballads

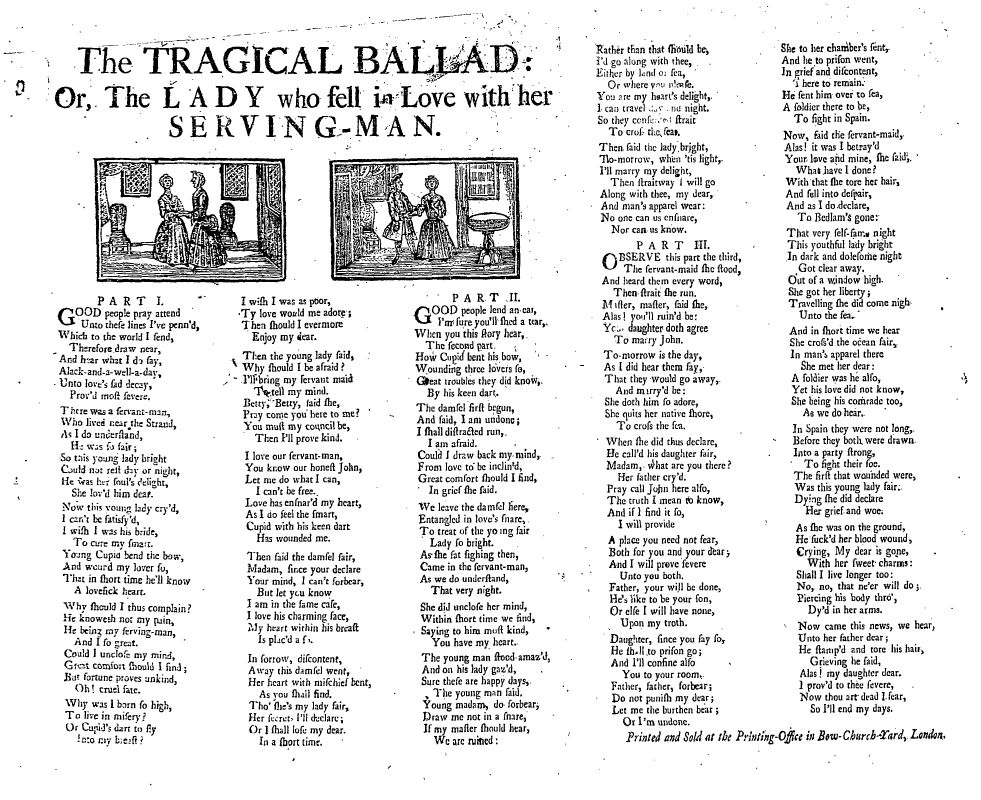
Une broadside ballads du XVIIIe siècle.

Les ballades broadside (également connues sous le nom de ballades roadsheet (« feuilles de route »), broadsheet (« feuilles d'information »), stall (« d'étal »), vulgar (« vulgaires ») ou come all ye (« venez tous ») différaient de ce qui a été défini comme la ballade « traditionnelle », qui était souvent des contes d'une certaine ancienneté, qui ont souvent traversé les frontières nationales et culturelles et se sont développées dans le cadre d'un processus de transmission orale. En revanche, les broadside ballads n'avaient souvent pas leur caractère épique, ne possédaient pas leurs qualités artistiques et traitaient généralement de sujets moins impactants. Cependant, il est déroutant de constater que de nombreuses ballades « traditionnelles », telles que définies en particulier par les principaux collectionneurs, Svend Grundtvig pour le Danemark et Francis Child pour l'Angleterre et l'Écosse, ne survivent que sous forme de broadside.
Parmi les sujets des broadside ballads figuraient l'amour, la religion, les chansons à boire, les légendes et le journalisme ancien, qui incluait les catastrophes, les événements politiques et les signes, merveilles et prodiges. Généralement, les broadside ballads ne comprenaient que les paroles, souvent accompagnées du nom d'un air connu qui serait suggéré sous le titre.
Le critique de musique Peter Gammond (en) a écrit :

« Bien que les broadside aient parfois imprimé des ballades traditionnelles « rurales », la plupart d'entre elles étaient d'origine urbaine, écrites par les journalistes de l'époque pour couvrir des nouvelles telles qu'un vol ou une pendaison, pour faire la morale ou simplement pour offrir un divertissement. Dans leur diversité, ils couvraient toutes les fonctions du journal moderne. L'utilisation de vers grossiers ou de dogmes était courante, car on pensait que cela renforçait l'impact dramatique. Les vers eux-mêmes étaient basés sur les rythmes de divers airs traditionnels qui étaient en circulation, parfois crédités, parfois avec la ligne mélodique imprimée. Cela donnait aux vers une forme et une substance et contribuait à les rendre mémorables. Un air très connu comme Greensleeves était fréquemment utilisé de cette façon, et les éléments les plus populaires étaient employés ad nauseam. »